# 奧諾塔鎮區 (密歇根州)
奧諾塔鎮區（英語：Onota Township）是位於美國密歇根州阿爾傑縣的一個行政鎮區。

## 地方資料
奧諾塔鎮區的面積為268.30平方千米，當中陸地面積為227.20平方千米，而水域面積為41.10平方千米。根據2010年美國人口普查的數據，當地共有人口371人，而人口密度為每平方千米1.38人。